# Grizzly Flats (Kalifornija)
Grizzly Flats je naseljeno područje za statističke svrhe u američkoj saveznoj državi Kalifornija. Prema popisu stanovništva iz 2010. u njemu je živjelo 1.066 stanovnika.